# Sluštice
Sluštice är en ort i Tjeckien.   Den ligger i regionen Mellersta Böhmen, i den centrala delen av landet, 20 km öster om huvudstaden Prag. Sluštice ligger 307 meter över havet och antalet invånare är 308.
Terrängen runt Sluštice är lite kuperad. Runt Sluštice är det ganska tätbefolkat, med 58 invånare per kvadratkilometer. Närmaste större samhälle är Prag, 19,6 km väster om Sluštice. I omgivningarna runt Sluštice växer i huvudsak blandskog.